# نفطة وذمة
نفطة وذمة (بالإنجليزية: Edema blister)‏ هي حالة جلدية تتطور لدى المرضى الذين يعانون من تفاقم حاد في الوذمة المزمنة، خاصةً في الأطراف السفلية، وفي محيط استسقاء عام.